# Sokół skalny
Sokół skalny (Falco eleonorae) – gatunek średniej wielkości ptaka drapieżnego z rodziny sokołowatych (Falconidae). Zamieszkuje basen Morza Śródziemnego, atlantyckie wybrzeże północno-zachodniej Afryki oraz Wyspy Kanaryjskie. Zimuje głównie na Madagaskarze. Do Polski zalatuje wyjątkowo.

## Systematyka
Gatunek ten opisał w 1839 roku Carlo Giuseppe Gené, nadając mu nazwę Falco Eleonorae, która obowiązuje do tej pory. Jako miejsce typowe wskazał Sardynię. Nie wyróżnia się podgatunków.

## Morfologia
Cechy gatunkuObie płci ubarwione jednakowo, ale samice są nieco większe od samców. Wierzch ciała łupkowoszary, spód brązowy z ciemnymi podłużnymi plamkami. Dziób czarny, nogi żółte. Ogon dłuższy niż u innych sokołów, skrzydła długie i smukłe. Występują dwie odmiany barwne: ciemna, prawie czarna, oraz znacznie częstsza jasna – z ciemnym „wąsem” na jasnych policzkach i wyraźnie kreskowanym spodem ciała.
Wymiary średniedługość ciała ok. 36–42 cm
rozpiętość skrzydeł 84–105 cm
masa ciała samca 350–390 g, samicy 340–460 g
stosunek długości czaszki do dł. dzioba (u 1 okazu): 49 mm do 20 mm

## Zasięg występowania, środowisko
Zasięg występowaniaGniazduje na wyspach i wybrzeżach od Wysp Kanaryjskich i północno-zachodniego Maroka na wschód przez basen Morza Śródziemnego po Sporady, Limnos, Cyklady, Dodekanez, Kretę i Cypr. Zimuje głównie na Madagaskarze, jednak niektóre osobniki migrują na Maskareny lub do Mozambiku. Opuszcza kolonie lęgowe w środku października lub w listopadzie.
W Polsce do 2002 roku stwierdzony 10 razy, jedenaste stwierdzenie miało miejsce w 2012 roku. Komisja Faunistyczna Sekcji Ornitologicznej Polskiego Towarzystwa Zoologicznego w 2013 roku dokonała rewizji stwierdzeń rzadkich ptaków i aż 7 stwierdzeń sokoła skalnego zweryfikowała negatywnie.
BiotopPodczas rozrodu głównie wyspy i mniejsze wysepki, na zimowiskach na Madagaskarze również otwarte lasy. W okresie lęgowym na większych wyspach, np. Sardynii i Sycylii, oraz w Afryce i Turcji gnieździ się na nadbrzeżnych klifach.

## Zachowanie

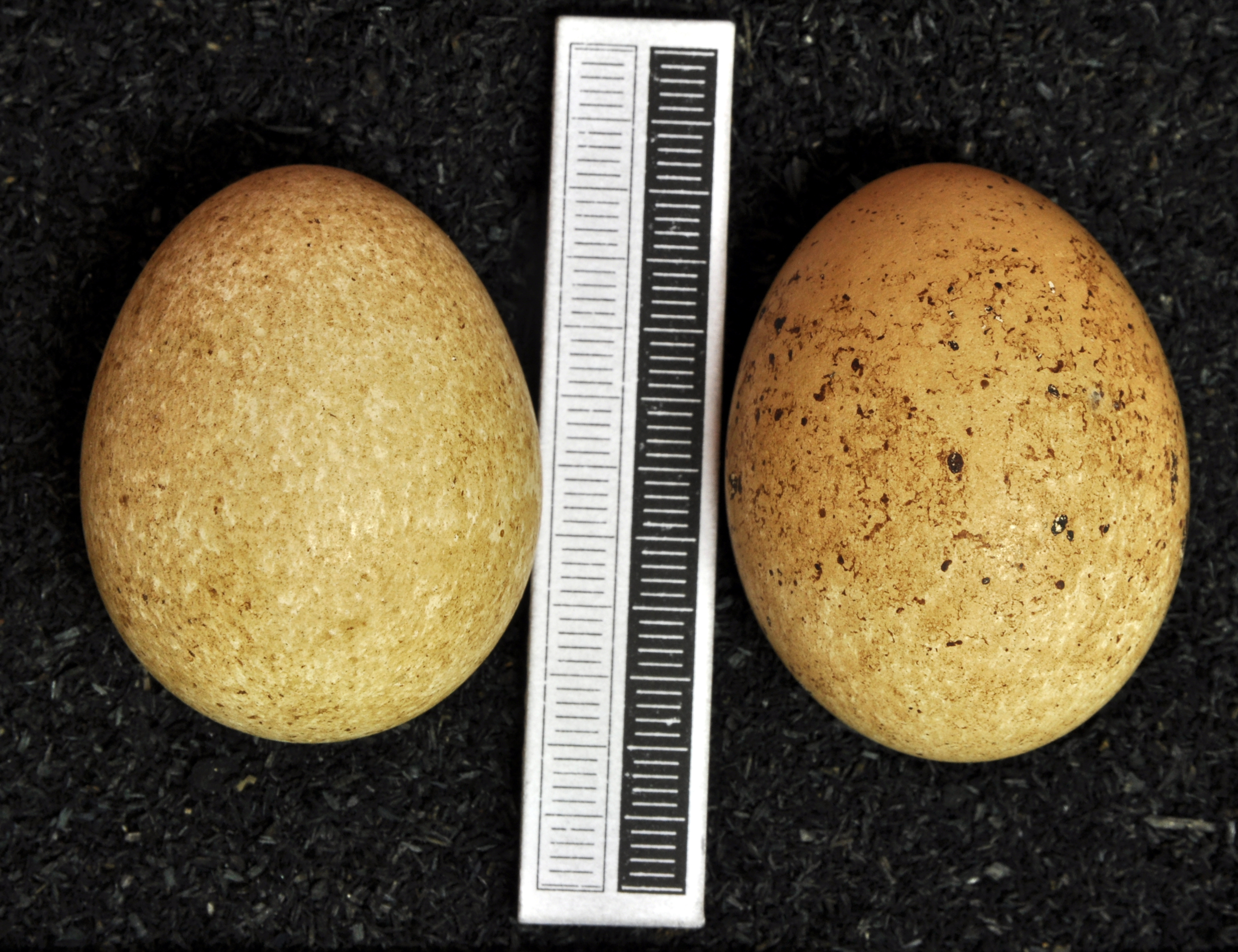
Jaja z kolekcji muzealnej

GniazdoNa półce skalnej lub na ziemi. Często w zagłębieniu lub pod krzewem.
Jaja, pisklętaW ciągu roku wyprowadza jeden lęg, składając od 1 do 4 jaj w lipcu–sierpniu; dzięki temu wylęganie się młodych przypada na okres jesiennych migracji wróblowych. Inkubacja trwa 28–30 dni, a młode opierzają się po 35–40 dniach życia. Młode samce zwykle pozostają w okolicach kolonii, za to młodociane samice bardziej się oddalają.
PożywienieOwady i małe ptaki. W sezonie lęgowym specjalizuje się w polowaniu na migrujące ptaki wróblowe. Niekiedy kilka sokołów skalnych współpracuje ze sobą, tworząc „barierę” w odstępach kilkuset metrów, dzięki której każdy przelatujący ptak zostanie dostrzeżony.

## Status i ochrona
Międzynarodowa Unia Ochrony Przyrody (IUCN) uznaje sokoła skalnego za gatunek najmniejszej troski (LC – least concern) nieprzerwanie od 1988 roku. W 2015 roku liczebność światowej populacji szacowano na 29 200 – 29 600 dorosłych osobników. Globalny trend liczebności populacji uznaje się za wzrostowy.
W Polsce jest objęty ścisłą ochroną gatunkową.